# Glennville
Glennville é uma cidade localizada no estado americano de Geórgia, no Condado de Tattnall.

## Demografia
Segundo o censo americano de 2000, a sua população era de 3641 habitantes.
Em 2006, foi estimada uma população de 5131, um aumento de 1490 (40.9%).

## Geografia
De acordo com o United States Census Bureau tem uma área de 17,1 km², dos quais 17,0 km² cobertos por terra e 0,1 km² cobertos por água. Glennville localiza-se a aproximadamente 52 m acima do nível do mar.

## Localidades na vizinhança
O diagrama seguinte representa as localidades num raio de 28 km ao redor de Glennville.